# Pearce Dome
Der Pearce Dome ist ein kuppelförmiger und 789 m hoher Berg auf der westantarktischen Alexander-I.-Insel. Er ragt 0,8 km westnordwestlich des Khufu Peak und 1 km östlich des Blodwen Peak auf. Seine Nordflanke ist eis- und schneefrei.
In einem Bericht des British Antarctic Survey aus dem Jahr 1962 ist er als The Snow Dome (englisch für Der Schneedom) benannt. Das UK Antarctic Place-Names Committee nahm am 23. April 1998 eine Umbenennung vor. Namensgeber ist Clifford John Pearce (* 1935), Meteorologe des Falkland Islands Dependencies Survey, der 1961 auf der Station am Fossil Bluff überwintert hatte.